# Fly on the Wings of Love
Fly on the Wings of Love/Smuk som et stjerneskud (pol. Unosząc się na skrzydłach miłości) – singiel duńskich braci Jørgena i Nielsa Olsenów napisany przez Jørgena i wydany na trzeciej płycie studyjnej duetu zatytułowanym Wings of Love z 2000 roku.
W lutym 2000 roku duńskojęzyczna wersja utworu („Smuk som et stjerneskud”) wygrała finał krajowych eliminacji eurowizyjnych Dansk Melodi Grand Prix po uzyskaniu największego wsparcia jurorów i telewidzów, dzięki czemu została wybrana na propozycję reprezentującą Danię w 45. Konkursie Piosenki Eurowizji organizowaną w Sztokholmie. 13 maja duet zaprezentował anglojęzyczną wersję numeru w finale widowiska i zajął w nim ostatecznie pierwsze miejsce z 195 punktami na koncie, w tym m.in. z maksymalnymi notami od Izraela, Wielkiej Brytanii, Rosji, Islandii, Niemiec, Szwecji, Łotwy i Irlandii.
Po finale konkursu rosyjska delegacja wniosła petycję dotyczącą unieważnienia wyników oraz dyskwalifikacji zwycięzców. Podczas konkursowej prezentacji Jørgen użył bowiem tzw. vocoderu, który nadał jego głosowi elektryczny dźwięk, co rosyjska delegacja uznała za działanie niezgodne z regulaminem imprezy. Organizator widowiska, Europejska Unia Nadawców (EBU), nie przyjął skargi.
W 2005 roku duet zaprezentował utwór podczas specjalnego koncertu Gratulacje: 50 lat Konkursu Piosenki Eurowizji zorganizowanego w Kopenhadze z okazji 50-lecia Konkursu Piosenki Eurowizji. Propozycja znalazła się także w stawce konkursowej widowiska, podczas którego zajęła szóste miejsce w telewizyjnym plebiscycie na największy przebój w historii imprezy.

## Lista utworów
CD single
1. „Fly on the Wings of Love” – 2:55
2. „Smuk som et stjerneskud” – 2:55

## Notowania na listach przebojów
| Kraj       | Lista (2000)             | Najwyższe miejsce |
| ---------- | ------------------------ | ----------------- |
| Szwecja    | Single Top 60            | 1                 |
| Norwegia   | Singles Top 20           | 5                 |
| Austria    | Singles Top 75           | 11                |
| Belgia     | Singles Top 50 (Walonia) | 16                |
| Szwajcaria | Singles Top 75           | 17                |
| Holandia   | Dutch Single Top 100     | 45                |

## Wersje innych wykonawców
Swoje interpretacje utworu „Fly on the Wings of Love” nagrało kilku innych wykonawców.
- W 2000 roku duński producent Holger Lagerfeldt nagrał swoją wersję piosenki pod pseudonimem DJ Cookie we współpracy z piosenkarką Lindą Andrews[14].
- W 2002 roku swoją wersję utworu nagrał niemiecki zespół Topmodelz grający muzykę trance’ową[15].
- W maju 2003 roku swoją interpretację piosenki zaprezentował hiszpański zespół XTM & DJ Chucky grający muzykę dance, który zaprosił do współpracy Evę „Annię” Martí[16]. Przeróbka zyskała popularność w klubach nocnych w Europie oraz dotarła do pierwszego miejsca irlandzkiej listy przebojów[17] i ósmego w Wielkiej Brytanii[18].